# Deborah Jowitt
Deborah Jowitt (geb. 8. Februar 1934 in Los Angeles, Kalifornien) ist eine der führenden amerikanischen Tanzkritikerinnen. Sie war Tänzerin des Modern Dance und Choreografin, bevor sie mit ihren Kolumnen in der The Village Voice einen neuen Stil der Tanzkritik prägte.

## Leben und Werk
Deborah Jowitt begann ihre Karriere als Tänzerin. Nach einem einjährigen Theater-Studium an der UCLA ging sie 1953 nach New York, um professionell in der Harriette Ann Gray Kompagnie und weiteren Ensembles zu tanzen. Von 1957 bis 1959 gehörte sie dem Juilliard Tanz Theater an, mit dem sie in Werken von Pionierinnen des modernen amerikanischen Tanzes, wie Anna Sokolow, Valerie Bettis und Doris Humphrey, erschien. Ab 1961 führte sie auch eigene Choreografien auf.
Tanzkritikerin wurde sie nach eigenen Angaben zufällig. Ein Radio-Journalist hatte sie 1965 eingeladen, in einer Sendereihe über Architektur, Kunst, Theater, Tanz mitzuwirken, in der jeder Gast fünf Minuten Sendezeit bekam, über seine Kunstform zu sprechen. Die Sendung wurde populär, und Jowitt nahm bis 1968 daran teil.
1967 veröffentlichte The Village Voice ihre erste Tanzkritik. Daraus wurden immer längere wöchentliche Kolumnen über Aufführungen in New York City. Inspiriert vom befreienden umgangssprachlichen Stil Jill Johnstons, die Kulturkritikerin bei der Village Voice war, und von Susan Sontags Essay-Band Against Interpretation (deutscher Titel: Kunst und Antikunst), entwickelte sie eine eigene, neue Sprache über Tanz zu schreiben, und beeinflusste damit die amerikanische Tanzkritik. Sie konzentrierte sich in ihren Texten darauf, was sie wirklich gesehen („really seeing“) hatte und verband dies mit einer intellektuellen Analyse. Bald bekam sie für einen Artikel eine ganze Heftseite. Ihre Reviews und Features erschienen auch in anderen Publikationen, darunter The New York Times, Dance Magazine, Ballet International und im Dance Research Journal, und wurden in Buchform herausgegeben. Sie verfasste eine Stilgeschichte des Tanzes, die von der Society of Dance History Scholars ausgezeichnet wurde, und 2004 eine Biografie über Jerome Robbins. Ihre regelmäßigen Tanzkolumnen schrieb sie bis 2012. Sie gehört zu den Tanzkritikerinnen, die den Diskurs um den modernen und post-modernen amerikanischen Tanz maßgeblich geformt haben.
Deborah Jowitt lehrte und gab Workshops über Tanzkritik an amerikanischen und europäischen Universitäten. Seit 1975 ist sie Fakultätsmitglied der Tisch School of the Arts in New York. 2002 war sie Guggenheim Fellow.

## Auszeichnungen (Auswahl)
- 1985: New York Dance and Performance Award für ihre Tanzkritiken (informell 'Bessie' genannt in Würdigung der Tänzerin und Choreografin Bessie Schönberg)
- 1988: de la Torre Bueno Prize der internationalen Society of Dance History Scholars für ihr Buch Time and the Dancing Image[8]
- 1991: Würdigung durch die American Dance Guild
- 1997: Aufnahme in die American Academy of Arts and Sciences
- 1998: ‘Ernie’ Award von Dance/USA
- 2008: 'Bessie' Award für ihr langjähriges Engagement als Chronistin der Tanz-Community[9]

## Buchveröffentlichungen
- Dance beat. Selected views and reviews, 1967-1976, Marcel Dekker Publishing, New York 1977
- The dance in mind. Profiles and reviews 1976-83, David R. Godine Publisher, Boston 1985
- Time and the dancing image, University of California Press, Berkley/Los Angeles 1988 (teilweise einsehbar bei Google Books)
- Meredith Monk, Hrsg. und Einführung, Johns Hopkins University Press, Baltimore 1997
- Jerome Robbins. His life, his theater, his dance, Simon & Schuster, New York 2004
- Errand into the Maze: The Life and Works of Martha Graham. Farrar, Straus & Giroux,  New York 2023, ISBN 978-0-374-28062-8.